# Janina Stopper
Janina Stopper (n. 25 mai 1989, München) este o actriță germană.

## Date biografice
Stopper a început cariera de actriță ca și copil în anii 1990. După gimnaziu apare în filmul de scurt metraj "Lieber Gott" (Bunule Dumnezeu), urmat de filmele "Die Apothekerin" (Farmacista), "Siska", "Bloch", "Tod in der Eifel" ca și serialele SOKO 5113, "In aller Freundschaft" și Tatort.

## Filmografie
- 1995: Lieber Gott
- 1997: Die Apothekerin
- 1997: Maja
- 1998: Die Hochzeit
- 1999: Else – Geschichte einer leidenschaftlichen Frau
- 1999: Nachtansichten
- 2000: Aeon – Countdown im All
- 2002: Der Liebe entgegen
- 2003: D.I.K. – Jagd auf Virus X
- 2003: Endlich Sex!
- 2003: Für alle Fälle Stefanie
- 2004: Emilia
- 2004: Garage Love (Kurzfilm)
- 2004: Puca (Kurzfilm)
- 2005: Der Bergpfarrer
- 2005: Freiheit in Grenzen
- 2005: Inga Lindström – Im Sommerhaus
- 2005: Unter der Sonne (Kurzfilm)
- 2005: Siska – Verlorener Sohn
- 2006: Auf ewig und einen Tag
- 2006: Bloch – Die Wut
- 2006: In aller Freundschaft – Flucht nach vorn & Vertrauensfragen
- 2007: Verlassen
- 2007: In aller Freundschaft – Für immer...
- 2007: Tatort – Blutsbande
- 2007: Tatort – Kleine Herzen
- 2008: Stolberg – Eisprinzessin
- 2008: Tod in der Eifel
- 2008: SOKO Leipzig – Im Fokus
- 2008: Der Froschkönig
- 2009: Nur die Guten sterben jung
- 2009: Tannöd
- 2010: Klimawechsel (de Doris Dörrie)
- 2010: Das Haus ihres Vaters